# Cuzieu (Ain)
Cuzieu is een gemeente in het Franse departement Ain (regio Auvergne-Rhône-Alpes) en telt 304 inwoners (1999). De plaats maakt deel uit van het arrondissement Belley.

## Geografie
De oppervlakte van Cuzieu bedraagt 4,9 km², de bevolkingsdichtheid is 62,0 inwoners per km².

## Demografie
Onderstaande figuur toont het verloop van het inwonertal (bron: INSEE-tellingen).

Vanwege een beveiligingsprobleem met de MediaWiki Graph-software is het momenteel niet mogelijk deze grafiek weer te geven. Zodra de software is bijgewerkt zal de grafiek vanzelf weer zichtbaar worden.
1. ↑  Populations de référence 2022.